# Bjala
Bjala (in bulgaro Бяла?) è un comune bulgaro situato nella Regione di Ruse di 17 459 abitanti (dati 2009). La sede comunale è nella località omonima

## Località
Il comune è formato dall'insieme delle seguenti località:
- Bjala (sede comunale)
- Bistrenci
- Bosilkovci
- Botrov
- Drjanovec
- Koprivec
- Lom Čerkovna
- Pejčinovo
- Pet kladenci
- Polsko Kosovo
- Stărmen